# Герб Конотопского района
Герб Коното́пского райо́на (укр. Герб Конотопського району) — один из двух официальных символов Конотопского района Сумской области Украины наряду с флагом. Был утверждён 24 июня 2022 года XIII сессией Конотопского районного совета VIII созыва.

## Описание

### Герб 2022 года
Герб представляет собой геральдический щит французской формы (четырёхугольный, заострённый внизу) в золотом обрамлении с четырьмя полями, размещенными в шахматном порядке.
Каждое поле гербового щита посвящено одному из бывших районов, которые вошли в состав укрупнённого Конотопского района в результате административно-территориальной реформы 2020 года. Первое поле (левое верхнее) — красного цвета с золотым казацким крестом, символизирующим культурно-историческую связь региона с казацким прошлым и является традиционным символом Конотопщины. Второе поле (правое верхнее) — голубого цвета, с архангелом Михаилом, ногами попирающим змею — традиционным символом Кролеветчины. Третье поле (левое нижнее) — голубого цвета, со снопом золотых колосьев, перевязанных красным перевеслом — традиционным символом Бурынщины. Четвертое поле (правое нижнее) — красного цвета, с золотой древнерусской оборонительной башней, что отражает значение региона в период Киевской Руси и его пограничный характер, традиционно используется как символ Путивльщины.
Выбор основных цветов (голубой, красный, золотой) определён геральдическими традициями региона в целом, и в частности геральдическими традициями районов и городов, вошедших в новосозданный Конотопский район. Символические образы также являются традиционными для общин района, и используются в гербах основных городов и бывших районов.

### Герб 2000 года

Герб Конотопского района (2000—2020)

Герб, утверждённый 25 октября 2000 года XI сессией Конотопского районного совета III созыва, представляет собой геральдический щит французской формы (четырёхугольный, заострённый вниз), лазурного цвета с золотой рамкой, на котором приоритетное место занимает прямой золотой казацкий крест. Он является элементом исторического (с 1782 года) казацкого герба города Конотоп. Под крестом золотая подкова — символ коня, от которого происходит название города и района. Спелые золотистые колоски ржи — символ жизни, плодородия и земледелия. Колоски имеют по 15 зёрнышек каждый — вместе 30, по количеству территориальных общин, которые входят в состав района.
Синий и жёлтый цвета соответствуют цветам государственного флага Украины.
Вместе вся композиция символизирует единство людей (ржаные колоски) вокруг духовного начала (золотой крест) и стремления к счастливой богатой жизни (золотая подкова).
Пропорции герба — высота к ширине 8:7; закруглённые части герба представляют собой 1/4 круга с радиусом окружности, равной 1/8 высоты герба.
| Схема   | Насыщенный голубой | Золотой            |
| ------- | ------------------ | ------------------ |
| Pantone | Pantone Coated 301 | Pantone Coated 108 |
| Lab     | 48, 10, −54        | 90, −9, 87         |
| RAL     | 5023 Distant blue  | 1016 Sulfur yellow |
| RGB     | 24, 115, 206       | 255, 228, 25       |
| CMYK    | 88, 44, 0, 19      | 0, 11, 90, 0       |
| HEX     | #1873ce            | #ffe419            |
| Websafe | #0066cc            | #ffcc00            |